# Tito Licausi
Vicente Nicolás Licausi (Rosario - Santa Fe, 20 de septiembre de 1919 - Miami, Florida, 2 de diciembre de 2008) fue un locutor, escritor y actor de cine, radio y teatro argentino, radicado por muchos años en Estados Unidos.

## Trayectoria
Con el nombre artístico de Tito, fue un popular actor de reparto en la época de oro del cine argentino. A lo largo de su carrera en cine compartió escenas con primeras estrellas del momento como Francisco de Paula, Alberto Castillo, Orestes Caviglia, Norma Giménez, José Marrone, Nathan Pinzón, María Concepción César y Miguel ligero, entre otros.
En radio fue un galán de varios radioteatros  encabezados junto a la primera actriz Elsa del Campillo como Una revista de dos (por Radio Belgrano) y Un puñal sobre la arena, este último dirigido por Enrique Rocha Casaux y emitida por Radio Mitre.
En teatro hizo algunas representaciones dirigidas por Enrique Santos Discépolo. Junto a Herminia Franco encabezó una compañía con la que estrenaron la obra Después del error en la década de 1960.
Ya en 1986 se dedicó por entero a la escritura y publica Versos al viento: antología poética. En 1994 escribió Carlos Gardel no es un mito en el que dio a conocer la misteriosa causa del fatal accidente de Medellín en el que perdió la vida el "Zorzal" argentino. En muchas de sus publicaciones se lo puede encontrar con el nombre de Tito Li Causi. Junto con Pedro Franco escribieron el tema Como me duele la piel, interpretada por Leonardo Favio.
Como locutor se desempeñó en La hora del Tango en Radio Caracol (1260 AM) y también hizo trabajos en Radio Wado en Nueva York.

## Filmografía
- 1949: Nace la libertad.
- 1950: La barra de la esquina.
- 1951: Buenos Aires, mi tierra querida.
- 1955: El juramento de Lagardere.
- 1962: Operación "G".[4]

## Teatro
- La tía de Carlos (1941), estrenada en el Teatro Casino. Con un elenco en el que se incluye a Pablo Palitos, Gloria Ugarte, Patricia Castell, María Armand, Lalo Malcolm, Domingo Márquez y Sara Olmos.[5]

## Libros y Publicaciones
- Después del error (1967)
- Versos al viento: antología poética (1986)
- Carlos Gardel no es un mito (1994)